# Ulrich Schwabe

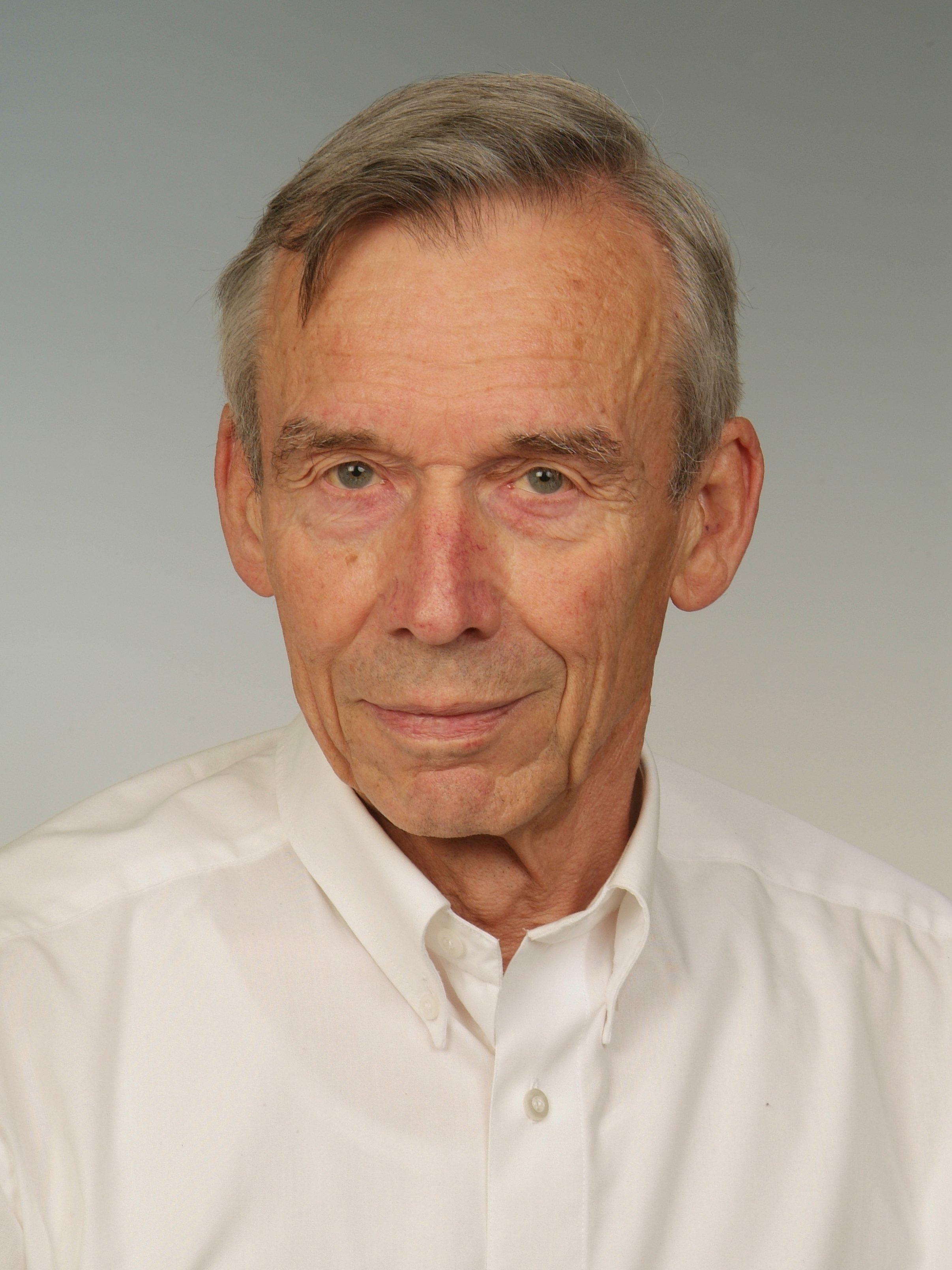
Ulrich Schwabe (2012)

Ulrich Schwabe (* 19. Juli 1935 in Göttingen; † 28. Februar 2021) war ein deutscher Arzt und Pharmakologe. In der experimentellen Grundlagenforschung hat er besonders zur Kenntnis des körpereigenen Botenstoffs und Gewebshormons Adenosin beigetragen. In der anwendungsbezogenen Forschung bemühte er sich um die Sicherheit und Wirtschaftlichkeit der Arzneitherapie.
Von Beginn an war Schwabe Autor und Mitherausgeber des Arzneiverordnungs-Reports (1. Ausgabe 1985).

## Leben
Ulrich Schwabe war eines von vier Kindern des Ärzteehepaars Rudolf Schwabe und Anneliese Schwabe geb. Göbel. 1954 legte er am Hölty-Gymnasium in Wunstorf die Reifeprüfung ab. Anschließend studierte er in Göttingen und Wien Medizin. 1959 wurde er mit der bei Ludwig Lendle (1899–1969) am Pharmakologischen Institut der Georg-August-Universität Göttingen angefertigten Dissertation „Freisetzung von 5-Hydroxytryptamin (Serotonin) aus verschiedenen Geweben des Meerschweinchens im akuten und protrahierten anaphylaktischen Schock“ zum Dr. med. promoviert. 1961 als Arzt approbiert, arbeitete er weiter am Göttinger Pharmakologischen Institut, wo er sich 1966 mit der Arbeit „Hemmung der Fettsäuremobilisation durch 3,5-Dimethylisoxazol und seine Wirkung auf den Stoffwechsel der Fettsäuren“ für Pharmakologie und Toxikologie habilitierte. 1968 wechselte er an das von Erik Westermann (1923–1978) geleitete Pharmakologische Institut der Medizinischen Hochschule Hannover. 1975 bis 1976 führte ihn ein Forschungsaufenthalt zu der Arbeitsgruppe von John William Daly (1933–2008) an den National Institutes of Health in Bethesda im US-amerikanischen Bundesstaat Maryland.
1979 wurde er Nachfolger von Robert Domenjoz (1908–2000) auf dem Lehrstuhl für Pharmakologie und Toxikologie der Rheinischen Friedrich-Wilhelms-Universität Bonn. Martin Lohse, der im April 1983 zu der Gruppe stieß (und Schwabes erster Habilitand wurde), erinnerte sich später an „das riesige Ordinarienzimmer im Bonner Institut, einer Jugendstilvilla mit wunderbarem Park, aber ansonsten nur in unseren Labors gut ausgestattet, während in anderen Teilen von Villa und Park sehr obskure Dinge passierten: Rheumaforschung an alten Hühnern, deren Eier samstags zum Markt getragen wurden, und die Suche nach Entzündungsfaktoren in gequetschten Rattenpfoten.“ Nach vier Jahren Bonn, 1983, folgte Schwabe einem Ruf als Nachfolger von Franz Gross auf den Pharmakologie-Lehrstuhl der Ruprecht-Karls-Universität Heidelberg. Sein Nachfolger in Bonn wurde Manfred Göthert. 1992 wurde das Heidelberger Institut in drei Abteilungen aufgeteilt, eine „Abteilung für Allgemeine Pharmakologie“, die Schwabe übernahm, eine „Abteilung für Pharmazeutische Pharmakologie“ und eine „Abteilung für Molekulare Pharmakologie“. Bei Schwabes Emeritierung 2003 wurde die Teilung rückgängig gemacht, und sein Nachfolger als Leiter des Gesamtinstituts wurde Stefan Offermanns. 
Schwabe lebte in Heidelberg. Mit seiner Frau Gudula geb. von Bülow hatte er drei Kinder, Georg, Robert und Jenny.

## Experimentelle Pharmakologie

### Freisetzung von Serotonin
Schwabes Dissertation gehört zu den zahlreichen Untersuchungen der Freisetzung chemischer Botenstoffe aus Zellen in den Extrazellularraum bei allergischen Reaktionen. Serotonin wurde anscheinend besonders aus Thrombozyten freigesetzt.

### Enzyminduktion durch DDT
Der junge Assistent in Göttingen wandte sich einem anderen Thema zu, den Folgen der Speicherung des Insektizids Dichlordiphenyltrichlorethan (DDT) im Gewebe, vor allem Fettgewebe. Eine Anregung kam aus dem Pharmakologischen Institut der Freien Universität Berlin. Mitarbeiter des Institutsleiters Hans Herken berichteten 1962, dass das Insektizid Hexachlorcyclohexan (HCH) die Schlafdauer von Versuchstieren nach Gabe von Pentobarbital verkürzte; Ursache war ein schnellerer Abbau des Barbiturats mittels der von Herbert Remmer am Berliner Institut entdeckten Enzyminduktion. „Ähnliche Eigenschaften des DDT wären von Interesse, da es etwa 3–4fach langsamer als HCH eliminiert wird und auf Grund der größeren Kumulation stärkere Veränderungen bewirken könnte.“ Die Ähnlichkeit bestätigte sich. So wurde die Enzyminduktion durch DDT gefunden.

### Nicotinsäure-ähnliche Stoffe
Das Interesse für den Stoffwechsel des Fettgewebes führte zur Zusammenarbeit Schwabes mit seinem Göttinger Konassistenten Arnold Hasselblatt, vor allem als Antidiabetika-Forscher bekannt, der sich 1962 habilitiert hatte (und später Lendles Nachfolger wurde). 1962 war die Hemmung der Lipolyse – Fettspaltung – durch Nicotinsäure entdeckt worden, einen alten Arzneistoff zur Behandlung von Fettstoffwechselstörungen. Gemeinsam charakterisierten Hasselblatt und Schwabe die prinzipiell ähnliche, aber stärkere Hemmung durch Isoxazol- und Pyrazol-Abkömmlinge. Die Substanzen mussten, um zu wirken, zunächst im Körper zu Carbonsäuren oxidiert werden. Aus diesem Material stammt Schwabes Habilitationsschrift. Dreiundzwanzig Jahre später sollte er auf die Stoffgruppe zurückkommen (siehe unten).

### Cyclisches Adenosinmonophosphat
Seit Anfang der 1960er Jahre wusste man, dass viele Hormon- und Neurotransmitter-Wirkungen auf den Fett- und Kohlenhydrat-Stoffwechsel durch cyclisches Adenosinmonophosphat (cAMP) als second messenger – zweiten, intrazellulären Botenstoff – vermittelt werden. cAMP wird unter Katalyse des Enzyms Adenylylcyclase gebildet und durch das Enzym Phosphodiesterase abgebaut. Mit Hasselblatt prüfte Schwabe, ob auch die Wirkung des Insulins, mit anderen Koautoren, ob auch die Wirkung der Isoxazol- und Pyrazol-Abkömmlinge durch cAMP vermittelt sein könnte. Dabei machte er, inzwischen in Hannover, eine seine Zukunft prägende Beobachtung. Bei Aufschwemmungen isolierter Fettzellen steigerte der auf β-Adrenozeptoren wirkende adrenalinähnliche Stoff Isoprenalin, der die cAMP-Bildung stimuliert, die Lipolyse besonders stark, wenn die Aufschwemmungen verdünnt wurden. Anscheinend gaben die Zellen während der Inkubation einen Stoff ab, der, wenn er sich anreicherte, weitere Lipolyse bremste.

### Adenosin
Ein Jahr später war der Stoff als Adenosin identifiziert. Für Adenosin sprach auch, dass das Adenosin-abbauende Enzym Adenosin-Desaminase gerade so wie Verdünnung der Zellsuspension wirkte, also die Lipolyse steigerte. Methylxanthine wie Coffein und Theophyllin fördern ebenfalls die Lipolyse. Als Ursache vermutete man eine Hemmung der cAMP-abbauenden Phosphodiesterase. Jetzt zeichnete sich ein neuer Wirkmechanismus ab: Antagonismus gegen das antilipolytische Adenosin an dessen Rezeptoren in der Zellmembran. Die Arbeiten sind viel beachtet worden. Dass der bei den Farbwerken Hoechst AG arbeitende Pharmakologe Leopold Ther einen Antagonismus von Methylxanthinen gegen Adenosin bereits 1957 entdeckt hatte (am Herzen), hat Schwabes Gruppe, wie die Adenosinforschung der 1960er und 1970er Jahre allgemein, übersehen.
Die Methylxanthine besitzen mehrere Primärwirkungen, neben Hemmung der Phosphodiesterase und Adenosin-Antagonismus auch Hemmung der Aufnahme von Adenosin in Zellen. Schwabe und seine Gastgeber bei den National Institutes of Health fanden einen selektiveren Hemmstoff der Phosphodiesterase, ZK 62711 oder Rolipram. Die Substanz wurde eine Modellsubstanz für die Hemmung des cAMP-Abbaus. Sie wurde auch als Arzneistoff entwickelt, aber nicht in die Therapie eingeführt.

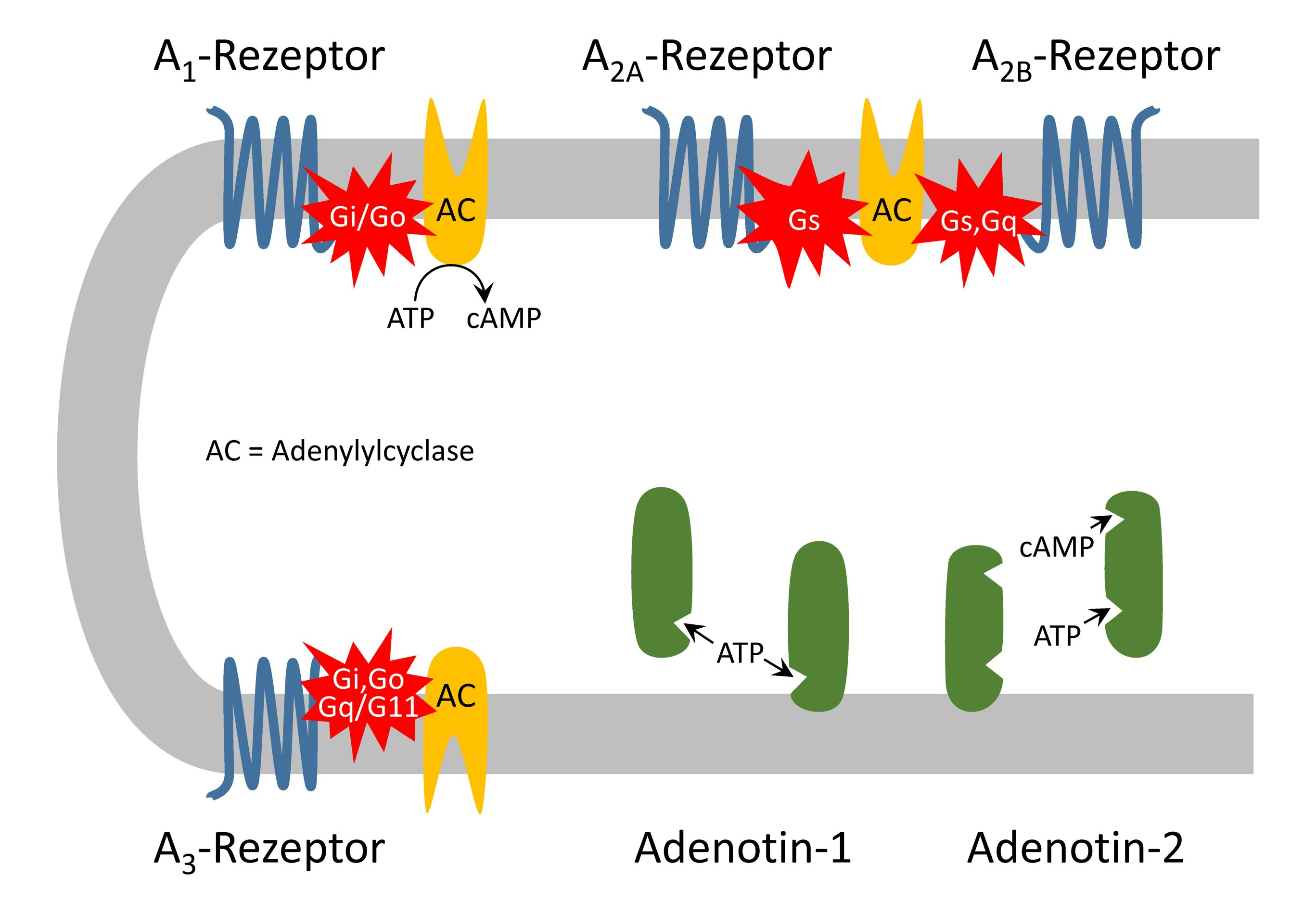
Adenosin-Rezeptoren und zusätzliche Adenosin-Bindungsproteine (Adenotine)

Als Lehrstuhlinhaber in Bonn und Heidelberg konzentrierte Schwabe seine Forschung auf die Adenosinrezeptoren. Zunächst ging es um ihre Erkennung mit Hilfe von Liganden, Agonist-Liganden (rezeptoraktiviernde Stoffe) und Antagonist-Liganden (rezeptorblockierende Stoffe), darunter speziell Radioliganden. „Das war damals der letzte Schrei in der Rezeptorforschung: Radioliganden mit hoher Affinität und Spezifität zu entwickeln und Rezeptoren durch Kompetition  mit weiteren (unmarkierten) Liganden zu charakterisieren. Möglichst auch noch neue Subtypen zu definieren durch detaillierte Analyse von Kurven.“ Anschließend konnte man das Vorkommen der Rezeptoren im Körper, ihren molekularen Mechanismus und ihre Rolle bei der Wirkung von Arzneistoffen studieren.
- Ende der 1970er Jahre wurde bekannt, dass es mindestens zwei Typen von Adenosinrezeptoren gibt, A1, zunächst auch Ri genannt, und A2, zunächst auch Ra genannt. Bis heute (2015) ist die Zahl auf vier gestiegen: A1, A2a, A2b und A3.[18] Schwabes Gruppe hat die entscheidenden Liganden und Radioliganden bereitgestellt: 1980 Tritium- (3H-)markiertes N6-phenylisopropyladenosin (PIA) als selektiven Radioliganden für A1-Rezeptoren,[19][20] 1984, schon in Heidelberg, 3H-markiertes 5’-N-ethylcarboxamidoadenosin (NECA) als selektiven Radioliganden für A2-Rezeptoren,[21] 1985 125I-markiertes N6-p-Hydroxyphenylisopropyladenosin (HPIA)[22] und 1989 3H-markiertes 2-Chlor-N6-cyclopentyladenosin (CCPA) wiederum als selektive Radioliganden für A1-Rezeptoren.[23][24]
- PIA, NECA, HPIA und CCPA aktivieren Adenosinrezeptoren, sind Agonisten. Nach einer Struktur-Wirkungs-Analyse von Xanthinen als Antagonisten[25] kombinierte die Heidelberger Gruppe zwei affinitäts- und selektivitätssteigernde Strukturmerkmale: „Es ist bekannt, dass 1,3-Dipropyl-Substitution von Xanthinen die Affinität und Selektivität für A1-Rezeptoren steigert. <...> Dasselbe geschieht bei 8-Cyclopentyl-Einführung. <...> Falls die beiden Substitutionen additiv sind, sollte 8-Cyclopentyl-1,3-dipropylxanthin (DPCPX) ein hochaffinier und hochselektiver A1-Antagonist sein.“ Die Überlegung bewahrheitete sich, und der resultierende Aufsatz in Naunyn-Schmiedeberg’s Archives of Pharmacology wurde Schwabes nach bibliometrischen Kriterien erfolgreichste Veröffentlichung.[26]
- Dank hoher spezifischer Aktivität des 125I-HPIA ließ sich eine Bindung auch im Herzen nachweisen.[27] Die A1-Rezeptoren im Herzen, genauer im Atrioventrikularknoten des Herzens, vermitteln die einzige therapeutisch ausgenutzte Wirkung des Adenosins, die Unterbrechung von AV-Knoten-Reentrytachykardien.[28]
- Rezeptoren müssen die Botschaft der an sie „andockenden“ Agonisten ans Zellinnere weitergeben. Bei den Adenosinrezeptoren geschieht das durch Guanosintriphosphat (GTP)-bindende Proteine, die dabei GTP spalten: Sie sind G-Protein-gekoppelte Rezeptoren. Aus Agonist, Rezeptor und G-Protein bildet sich ein „ternary complex“, Dreierkomplex. Über das G-Protein wird anschließend zum Beispiel die Adenylylcyclase aktiviert (bei anderen Rezeptoren gehemmt) und der second messenger cAMP vermehrt (oder vermindert) gebildet. Starke Agonisten benötigen für eine maximale Antwort der Zelle nicht alle Rezeptoren; es gibt eine „Rezeptorreserve“. Nach dem „allosterischen Modell der Rezeptor-Pharmakon-Interaktion“ liegen Rezeptoren in zwei Konformationen vor, mit denen Agonisten und Antagonisten verschieden reagieren.[29] Diese allgemeinen Gesetze der Signalübersetzung an Rezeptoren gelten auch für Adenosinrezeptoren – Untersuchungen der 1980er und 1990er Jahre,[30][31][32][33] mit denen sich die Heidelberger erstmals „an das verehrte Journal Molecular Pharmacology herantrauten“.[2]
- Barbiturate wie Pentobarbital hemmten die Bindung von 3H-PIA an A1-Rezeptoren im Gehirn von Ratten und die Aktivierung dieser Rezeptoren. Die Hemmung hat nichts mit der bekannten schlafinduzierenden Wirkung zu tun, könnte aber für die zentralnervös erregenden Wirkungen mancher Barbiturate verantwortlich sein.[34]

### Der Nicotinsäurerezeptor
Nach den Forschungen der 1960er Jahre zu Nicotinsäure und ähnlichen Antilipolytika ruhte das Thema weltweit bis etwa 1980, als einerseits Struktur-Wirkungs-Analysen zu neuen Substanzen führten und andererseits in Heidelberg – noch zur Zeit von Franz Gross – die Gruppe von Günter Schultz zum Wirkmechanismus vordrang: Nicotinsäure hemmte die Adenylylcyclase von Fettzellen, anscheinend über einen spezifischen, und zwar G-Protein-gekoppelten Rezeptor. Noch einmal etwa zehn Jahre später identifizierten Schwabe und seine Mitarbeiter den Rezeptor durch die Bindung von 3H-Nicotinsäure. Radioligandenbindung, Adenylylcyclase-Hemmung und die Bindung von GTP stimmten gut überein. „Ein wichtiges Ziel ist jetzt die Klärung der Aminosäuresequenz und der Struktur des Rezeptorproteins,“ schrieb Schwabes Gruppe 2001. Das Ziel wurde bereits zwei Jahre später erreicht, bemerkenswerterweise noch einmal in Heidelberg, jetzt durch die Gruppe von Stefan Offermanns. Heute kennt man drei Varianten des inzwischen auch „Hydroxycarbonsäure-Rezeptor“ genannten Nicotinsäurerezeptors. Nicotinsäure reagiert vornehmlich mit dem HCA2- oder GPR109A-Rezeptor. Über ihn verhindert körpereigene 3-Hydroxybutansäure überschießenden Fettabbau zum Beispiel nach längerem Fasten.

## Arzneimittelsicherheit und Pharmakoökonomie
Menschliche und tierische Organe enthalten aus Nahrung oder Insektizidanwendung stets DDT. Als Schwabe fand, dass Pentobarbital bei Ratten umso weniger Schlaf induzierte, je höher die DDT-Konzentration im Fettgewebe war, beließ er es nicht bei dem Befund (und seiner Erklärung, siehe oben), sondern warnte 1964, die Abbaubeschleunigung könne „zu einem störenden Faktor werden und eine mögliche Fehlerquelle darstellen, wenn an solchen Tieren Arzneimittel geprüft werden sollen“.
1977 veröffentlichte er in der Deutschen Medizinischen Wochenschrift den Aufsatz „Jährlich 1000 Todesfälle durch rezeptfreie Bromcarbamid-haltige Schlafmittel in der Bundesrepublik?“. Die Bromcarbamide oder Bromureide wie Bromisoval, das älteste, waren auf den Anfang des 20. Jahrhunderts zurückgehende, nicht-verschreibungspflichtige Schlafmittel. Da das Statistische Bundesamt Todesfälle durch Bromcarbamide nicht separat aufführte, errechnete Schwabe sie als Differenz „Zahl der Todesfälle durch Schlaf- und Beruhigungsmittel insgesamt“ minus „Zahl der Todesfälle durch einzeln aufgeführte Stoffe wie die Barbiturate“: Im Jahr 1974 war die Differenz größer als 1000. Rezeptpflicht für Bromcarbamide sei wiederholt gefordert worden. „Bisher hat sich aber weder die Arzneimittelkommission der deutschen Ärzteschaft noch das Bundesgesundheitsamt hinter diese Forderung gestellt.“ In der Schweiz und in Österreich seien Bromcarbamide rezeptpflichtig. „Das Bundesministerium für Gesundheit sollte aus den vorliegenden Fakten die Konsequenzen ziehen und die Verschreibungspflicht <...> einführen.“ Was bald geschah.
Im Abstand von dreizehn Jahren zeigen die beiden Aufsätze Schwabes Engagement für anwendungsbezogene Folgerungen aus seinem Beruf, nämlich Arzneimittelsicherheit und Pharmakoökonomie – Aufgaben, die anderen Pharmakologen nicht unbedingt attraktiv schienen.
Von der Gründung 1977 bis zur Auflösung 1992 war er Mitglied der „Transparenzkommission“ beim Bundesgesundheitsamt, die den Arzneimittelmarkt pharmakologisch-therapeutisch und preislich transparent machen sollte. 1992 bis 1995 und 2000 bis 2003 war er Vorsitzender eines „Instituts für die Arzneimittelverordnung in der Gesetzlichen Krankenversicherung“ – zweimal, jeweils während der Lebensdauer dieses „Instituts“, an dessen Stelle 2004 das Institut für Qualität und Wirtschaftlichkeit im Gesundheitswesen trat. Seit 1981 ist er Mitglied der Arzneimittelkommission der deutschen Ärzteschaft.

### Arzneiverordnungs-Report
Um 1980 schlug der Bundesverband der Allgemeinen Ortskrankenkassen (AOK) Schwabe vor, gemeinsam mit dem Wissenschaftlichen Institut der AOK einen Arzneimittelindex zu erarbeiten, in dem die ärztlichen Arzneiverordnungen zu Lasten der Krankenkassen der Gesetzlichen Krankenversicherung nach Umfang und pharmakologisch-therapeutischer Struktur erfasst werden sollten. Neben Schwabe sollte der Wirtschaftswissenschaftler Dieter Paffrath (* 1949), damals Mitarbeiter, später Leiter des Wissenschaftlichen Instituts der AOK, das Projekt betreuen. Unterstützung kam vom damaligen Bundesministerium für Forschung und Technologie. Erstmals für 1984 wurden die Daten jahrweise ausgewertet und als „Arzneiverordnungs-Report“ veröffentlicht. Der Text auf der hinteren Einbandseite formuliert das Ziel etwas polemisch: „Was verordnen bundesdeutsche Ärzte ihren Patienten? Lange Jahre war der Arzneimittelverbrauch in der Bundesrepublik Deutschland ein gut gehütetes Geheimnis der pharmazeutischen Industrie. Mit diesem Zustand räumt ein Forschungsprojekt auf, dessen aktuelle Ergebnisse im ‚Arzneiverordnungs-Report ’85‘ zusammengestellt sind.“
Seitdem ist der Arzneiverordnungs-Report jährlich erschienen. Von 216 Seiten in der 1. Ausgabe von 1985 (Auswertung des Jahres 1984) ist der Report auf 1289 Seiten in der 30. Ausgabe von 2014 (Auswertung des Jahres 2013) gewachsen. Aus der Auswertung von Stichproben wurde 2002 eine Vollerhebung. Stets werden die Arzneimittel nach Indikationsgruppen geordnet, 18 Gruppen von „Aldosteron-Antagonisten“ bis „Venenmittel“ in der 1. Ausgabe, 45 Gruppen von „Hemmstoffe des Renin-Angiotensin-Systems“ – gegen das Alphabet wegen der früheren Bezeichnung „ACE-Hemmer und Angiotensinrezeptor-Antagonisten“ – bis „Zahnärztliche Arzneiverordnungen“ in der 30. Ausgabe. Die Indikationsgruppen und die einzelnen Mittel werden pharmakologisch-therapeutisch kommentiert, dabei war Schwabe der Hauptverantwortliche.
Die Serie zeigt, wie sehr sich die Arzneitherapie durch neue pharmakologisch-therapeutische Erkenntnisse sowie gesetzgeberische Maßnahmen verändert hat. Im Jahr 1984 waren „Analgetika / Antirheumatika“ gefolgt von „Antitussiva / Expektorantia“ die meistverordneten Arzneimittel. Auch 2013 waren „Analgetika“ + „Antiphlogistik / Antirheumatika“ (jetzt getrennt aufgeführt) die am meisten verordneten Mittel. Die „Antitussiva / Expektorantien“ aber, jetzt als „Husten- und Erkältungspräparate“ bezeichnet, waren auf Rang 17 gesunken, und an die zweite Stelle waren die „Hemmstoffe des Renin-Angiotensin-Systems“ getreten, die 1984 noch fehlten – der erste, Captopril, wurde 1979 in die Therapie eingeführt.

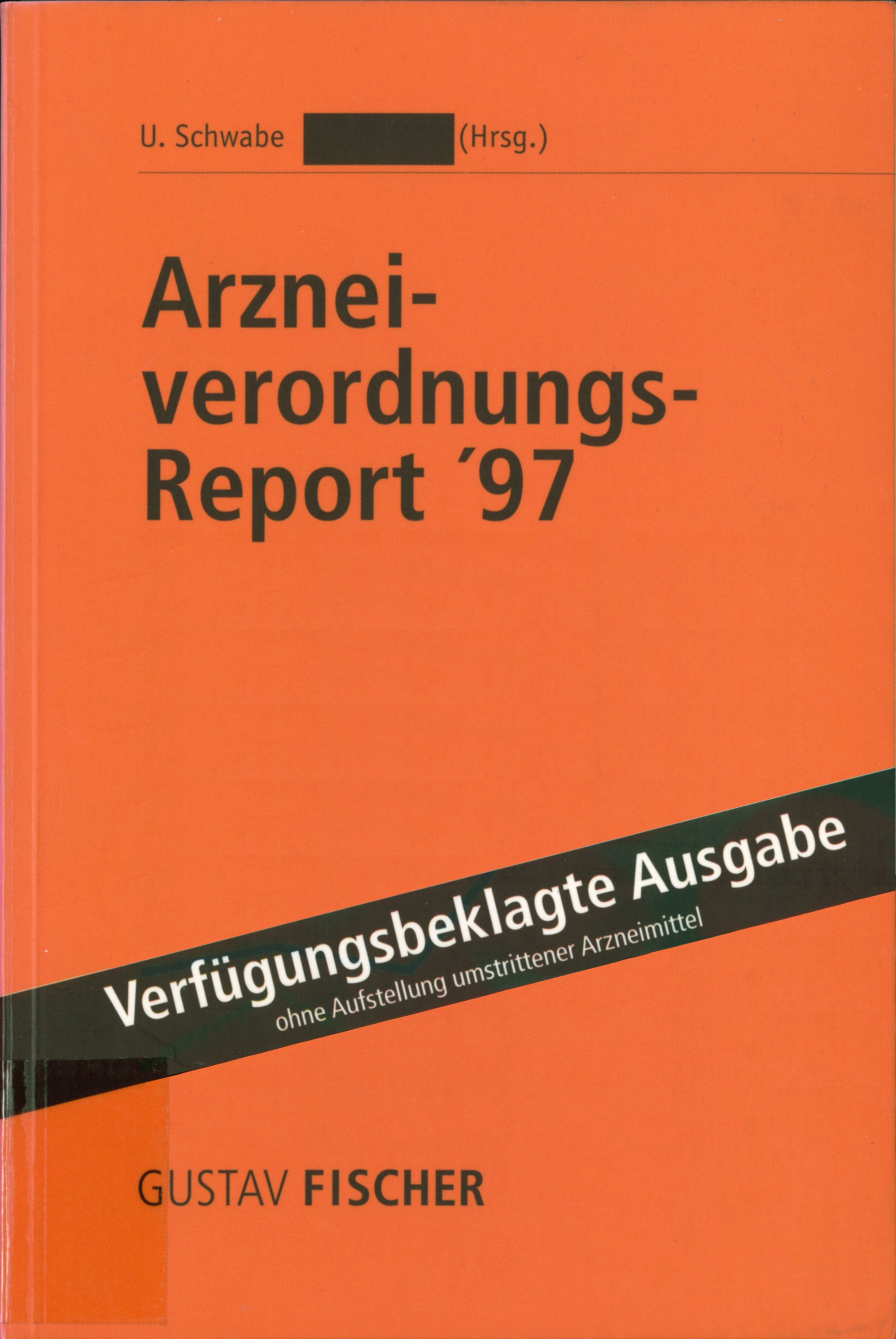
Titelseite der Ausgabe 1997

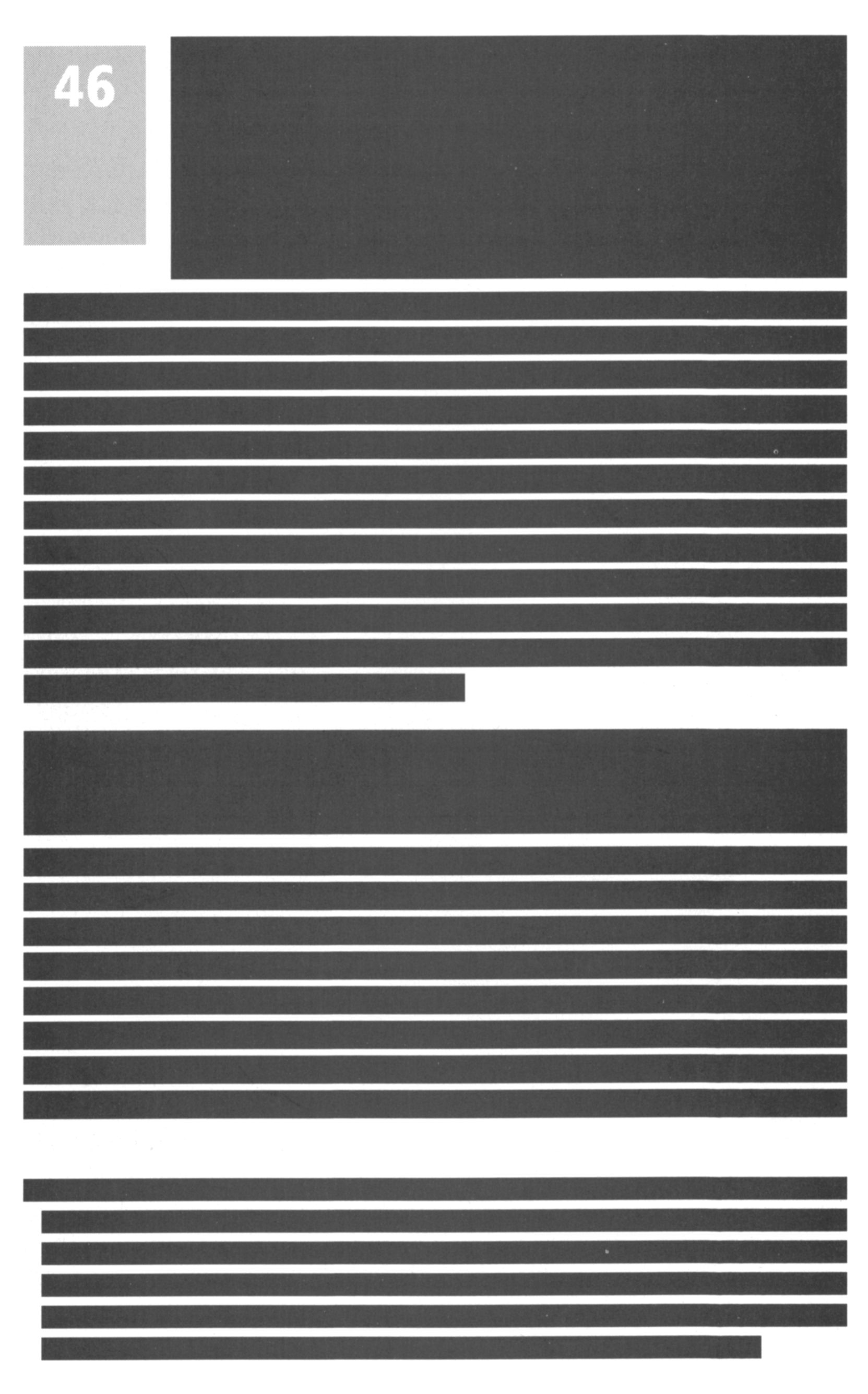
Seite 554 der Ausgabe 1997

Am meisten Aufsehen erregte der „Arzneiverordnungs-Report ’97“ mit der Auswertung des Jahres 1996. Einige Arzneimittel-Hersteller hatten eine vertrauliche Arbeitsversion erhalten. Zahlreiche Unternehmen sandten daraufhin Abmahnungen an den Gustav Fischer Verlag. Bionorica, Dr. Willmar Schwabe und die Strathmann GmbH & Co. erwirkten eine einstweilige Verfügung des Landgerichts Düsseldorf, nach der das Buch nicht erscheinen durfte. Besonders wandten sich die Kläger gegen eine Tabelle von 45 „umstrittenen“ Arzneimittelgruppen, die mit einer Ersparnis von rund 4,5 Millionen DM durch preiswertere ersetzt werden könnten. Der Report erschien trotzdem, mit Schwärzung der beanstandeten Passagen. Die Zeitschrift Arznei-Telegramm veröffentlichte die Tabelle im Jahr darauf:
| Gruppe | Umstrittenes Arzneimittel | Substitutionsvorschlag           |
| ------ | ------------------------- | -------------------------------- |
| 1      | Anabolika                 | keine                            |
| 2      | Analgetika-Kombinationen  | Parazetamol                      |
| 10     | Antihypotonika            | nicht medikamentös               |
| 18     | Expektorantien            | nicht medikamentös (Flüssigkeit) |
| 42     | Venenmittel               | Kompressionstherapie             |
| 45     | Xanthin-Kombinationen     | Theophyllin                      |

Die einstweilige Verfügung wurde später durch den Kartellsenat des Oberlandesgerichts Düsseldorf aufgehoben, und der „Arzneiverordnungs-Report 1998“ erschien unbehelligt.
Der Abschnitt zu Schwabes Forschungsgegenstand Nicotinsäure im „Arzneiverordnungs-Report 2014“ endet mit dem Satz: „Mit der Marktrücknahme von Tredaptive ist in Deutschland kein Nicotinsäurepräparat mehr verfügbar.“

### Arzneiverordnungen in Europa
Mit Kollegen aus England, Frankreich und Italien hat Schwabe die Verordnungen der bei Fettstoffwechselstörungen eingesetzten Statine in mehreren europäischen Ländern untersucht. Innerhalb großer Wissenschaftlergruppen erforschte er die Rolle von Angebot und Nachfrage bei ärztlichen Verordnungen.

## Sonstiges
Von 1977 bis 1999 war Schwabe Herausgeber oder beratender Herausgeber von Naunyn-Schmiedeberg’s Archives of Pharmacology, der ältesten noch existierenden pharmakologischen Fachzeitschrift der Welt. Von 2007 bis zum Abschlussbericht 2009 war er Mitglied der Expertenkommission zur Aufklärung von Dopingvorwürfen gegenüber Ärzten der Abteilung Sportmedizin des Universitätsklinikums Freiburg.
Nach Schwabe wurde der Ulrich-Schwabe-Medienpreis benannt. Mit ihm ehrt die Stiftung für Arzneimittelsicherheit seit 2022 jährlich journalistische Arbeiten zum Thema Arzneimittelsicherheit.

## Habilitationen
Folgende Wissenschaftler haben sich zur Zeit von Schwabes Ordinariat in Heidelberg habilitiert:
- 1988 Martin Lohse, später Lehrstuhlinhaber für Pharmakologie und Toxikologie an der Medizinischen Fakultät der Julius-Maximilians-Universität Würzburg und später Leiter des Max-Delbrück-Centrums in Berlin;
- 1989 Rainer Rettig, später Lehrstuhlinhaber für Physiologie an der Medizinischen Fakultät der Ernst-Moritz-Arndt-Universität Greifswald;
- 1990 Peter Gierschik, später Lehrstuhlinhaber für Pharmakologie und Toxikologie an der Medizinischen Fakultät der Universität Ulm;
- 1993 Martin Paul, später Lehrstuhlinhaber für Klinische Pharmakologie und Toxikologie an der Charité in Berlin;
- 1998 Anna Lorenzen.

## Anerkennung
2005 wurde Schwabe das Bundesverdienstkreuz verliehen.